# Le Dernier des Mohicans (film, 1911)
Pour plus de détails, voir Fiche technique et Distribution.
Le Dernier des Mohicans est une adaptation cinématographique muette de 1911 du roman de James Fenimore Cooper, Le Dernier des Mohicans, paru en 1826. Produit par la Thanhouser Company et réalisé par Theodore Marston, il met en vedette James Cruze dans le rôle-titre d'Uncas, aux côtés de Frank Hall Crane et William Garwood.
Cette production fait suite à une autre adaptation cinématographique du roman de Cooper, réalisée cette fois par D.W. Griffith et distribuée par Biograph Studios en 1909 sous le titre Leather Stocking (en) . En 1911, une autre adaptation du Dernier des Mohicans fut produite à New York par Patrick Powers.

## Production
La production a été tournée au lac George, situé dans la région nord-est de l'État de New York.

## Distribution
Distribué par la Motion Picture Distributors and Sales Company, le film - un court métrage sur bobine - est sorti dans les salles américaines le 10 novembre 1911.

## Réception
Une liste décrit le film comme « étonnamment fidèle à l'original ».